# Acqua & Sapone
Acqua & Sapone var et italiensk professionelt cykelhold der er repræsenteret i UCI Europe Tour. 
Holdet blev etableret i 2004 og vandt i 2005-2006 Europa Touren med flest indkørte point. Acqua & Sapone har fået wildcard til at deltage i Giro d'Italia fem gange, senest i 2011. I 2009 vandt holdets rytter Stefano Garzelli bjergtrøjen i det italienske etapeløb. 